# 크레헌 덴튼

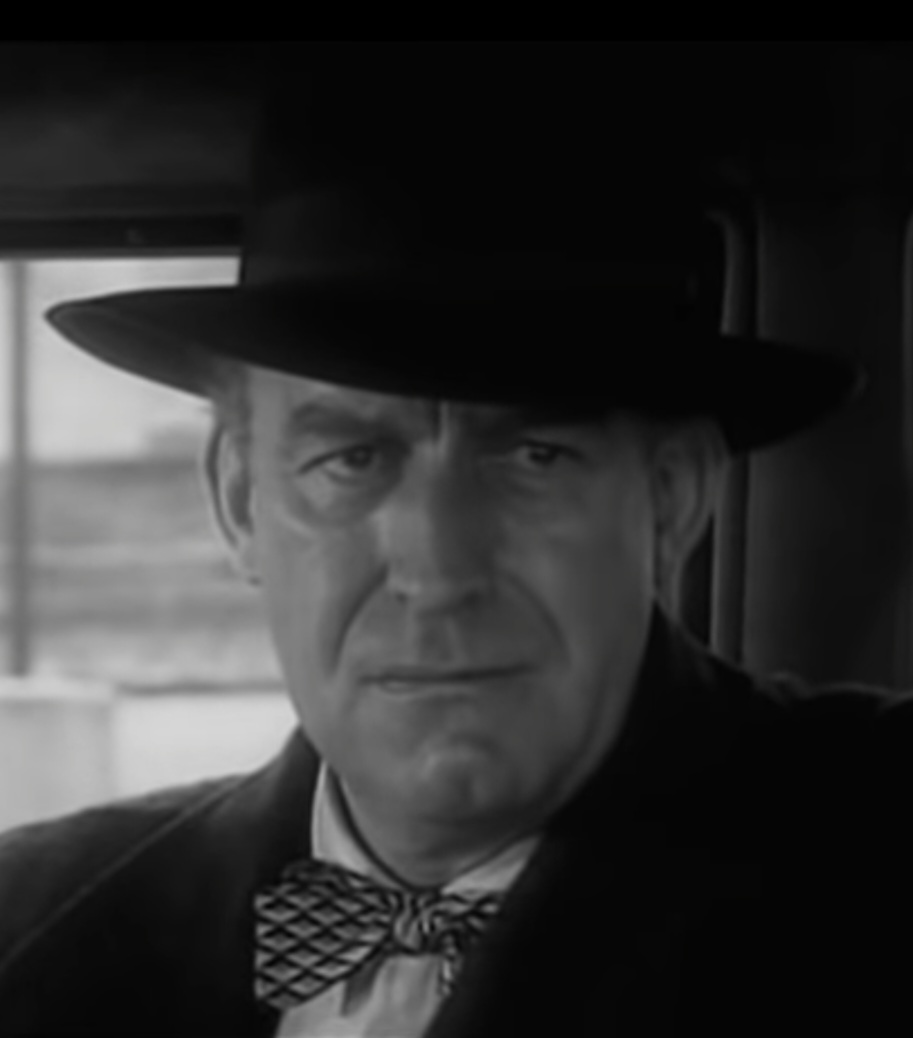

크레헌 덴튼(Crahan Denton, 1914년 3월 20일 ~ 1966년 12월 4일)은 미국의 배우이다.
시애틀에서 태어났으며 피드몬트에서 사망하였다.

## 영화
- FBI (1965년)
- 제3의 눈 (1963년)
- 도망자 (1963년)
- 캡틴 뉴먼, M.D. (1963년)
- 허드 (1963년)
- 버드맨 오브 알카트라즈 (1962년)
- 알라바마 이야기 (1962년) - 월터 커닝햄 시니어 역
- 페어런트 트랩 (1961년)
- 디 영 원 (1960년)
- 그레이트 세인트 루이스 은행 강도사건 (1960년)
- 서부의 파라딘 (1957년)
- 페리 메이슨 (1957년)
- 딜론 보안관 (1955년)